# Varzaqan
Varzaqān, o Varazqān (in persiano ورزقان), è il capoluogo dello shahrestān di Varzaqan, nell'Azerbaigian Orientale.   
Nei pressi di questa località, il 19 maggio 2024, l'elicottero nel quale viaggiava il presidente iraniano Ebrahim Ra’īsī, di ritorno da un incontro con il presidente dell’Azerbaigian İlham Əliyev, si schiantò nella foresta di Dizmar, portando alla morte di tutti i passeggeri.